# Путін (страва)
Путі́н (фр. poutine, вимова: [puˈtin], на діалекті — [puˈtsɪn]) — квебекська національна страва зі смаженої картоплі фрі, сирного зерна та м'ясної поливки (соусу). 
Путін виник у сільських районах Квебеку у 1950-ті роки. Є кілька версій щодо його появи та регіону де це сталося. Згідно з найпоширенішою версією, це сталося у ресторані Le Lutin qui rit («Лютен, що сміється») у містечку Варвік регіонального муніципалітету Атабаска (Центр Квебеку). За легендою, у 1957 клієнт, на ім'я Едді Льєнесс попросив власника ресторану Фернана Ляшанс покласти порцію сиру та порцію смаженої картоплі до того самого пакету. Ляшанс відповів: «Ça va faire une maudite poutine» («Вийде офігенний путін»); «poutine» означало «дивна мішанина». Путін також міг з'явитися у районі Ніколет (Центр Квебеку) чи у місті Сент-Іасент (Монтережі).
Страва набула популярності не тільки у Квебеку, а й у цілій Канаді. Путін подають у більшості канадських кафе та в ресторанах швидкого харчування (таких як Tim Hortons, McDonald's та ін.).
27 лютого 2022 року після російського вторгнення в Україну на знак солідарності через асоціацію з прізвищем російського президента Володимира Путіна, страву перейменували у просто "картопля".